# An fei ta ming

Kafka e Daniel

An fei ta ming (安非他命), noto anche con il titolo internazionale Amphetamine, è un film del 2010 diretto da Scud.
La storia ruota attorno al giovane e di bell'aspetto allenatore sportivo chiamato Kafka: egli una notte, subito dopo essersi lasciato con la sua fidanzata, incontra Daniel, apparentemente un uomo d'affari d'alto livello. Da qui nasce e si sviluppa una estrema storia d'amore omosessuale che condurrà i due al limite della passione autodistruttiva.
Il film è stato presentato al Festival di Berlino ed è stato molto dibattuto in Oriente, in quanto esplora temi ancora considerati come tabù in certe parti della società asiatica in generale e cinese in particolare: affrontandoli in una maniera insolitamente esplicita e quasi di sfida verso le convenzioni sociali.
Ha fatto inoltre discutere la scelta di mostrar nudi frontali maschili in più d'una situazione (palestra, docce, oltre che in una scena di combattimento in cui uno dei personaggi viene denudato da altri ragazzi).

## Trama
Kafka è prettamente eterosessuale, mentre Daniel è gay. Ai due ragazzi capita d'innamorarsi reciprocamente, e per un certo periodo di tempo giungono fino a credere che i loro sentimenti possano colmare ogni vuoto all'interno di loro stessi; tutto ciò nonostante la differenza di orientamento sessuale e l'assunzione di droghe.
Daniel cerca in ogni modo di non far rimpiangere a Kafka la sua precedente ragazza; Kafka a sua volta fa di tutto per cercare di ricambiarlo, nonostante il fatto che per lui sia questa la primissima esperienza omosessuale della sua vita. Si trova quindi spesso in notevoli difficoltà nell'accettar serenamente la loro relazione.
Ma un potente quanto negativo ricorso affiora dal passato ed acuisce le difficoltà, sia riguardo al loro rapporto privato sia nel campo professionale d'ognuno. La dipendenza data dall'amore può anche essere più forte e rivelarsi più fatale di quella data dai farmaci e da sostanze stupefacenti (utilizzate per esplorare i possibili confini ultimi delle loro coscienze).

## Produzione
Il titolo An fei ta ming, oltre al suo senso di droga-sostanza illegale, assume anche un ulteriore significato allegorico, il quale si può tradurre come È questo forse il suo destino?!.

### Regia
La volontà dichiarata esplicitamente dal regista è quella d'esaminare qui il limite a cui può arrivare la passione amorosa-sessuale (superando in certi casi lo stesso istinto di sopravvivenza), ed è il 2º titolo di una trilogia, comprendente anche Permanent Residence (che esamina il limite ultimo dell'esistenza) e Life on a Artist che tocca i limiti ultimi a cui può giungere la follia artistica.

## Distribuzione
La pellicola ha incontrato notevoli resistenze a Hong Kong quando è stata mostrata per la prima volta: l'autorità locale di controllo della televisione ha richiesto diversi tagli (soprattutto le scene in cui si mima più esplicitamente il rapporto sessuale anale) prima di concedere il visto per la proiezione pubblica, causando le proteste del regista che ha denunciato il comitato e rinfocolando in tal modo le discussioni riguardanti la censura. Le scene incriminate sono state infine annerite pur mantenendo in sala di proiezione il sonoro.